# Autoparódia

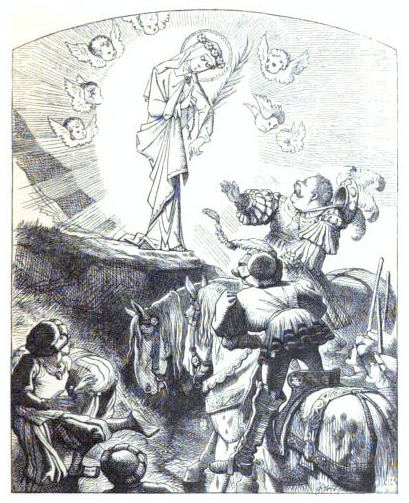
A ilustração de John Tenniel de 1864 para "The Lay of St. Odille" em The Ingoldsby Legends foi chamada de "uma paródia muito suave e bem-humorada" de sua própria pintura de Santa Cecília (abaixo). Em ambos, o santo se eleva acima das demais figuras e produz “um brilho espiritual”. O arco de querubins substitui o arco de querubins de Santa Cecília, e o banco de terra substitui um pedestal de mármore. Além disso, o homem gordo à direita é tirado de um trompetista em outra ilustração de Tenniel, para "L'Allegro" de John Milton.

Uma autoparódia é uma paródia de si mesmo ou do próprio trabalho. Pode ser considerada um dispositivo literário, artístico ou cinematográfico no qual um autor ou criador se utiliza de elementos autorreferenciais em sua obra. Em outras palavras, é quando um autor faz uma paródia de seu próprio trabalho ou se autorreferencia de alguma forma Como um artista consegue isso imitando suas próprias características, uma autoparódia é potencialmente difícil de distinguir de produções especialmente características. A autoparódia pode ser usada para parodiar as características de outra pessoa, ou faltar, enfatizando demais e/ou exagerando as próprias. Pode-se dar ênfase exagerada à atitude predominante no trabalho, no grupo social, no estilo de vida e na subcultura de sua vida. Incluindo falas e argumentos feitos por outras pessoas ou pelo destinatário da autoparódia, direcionando-a para uma paródia de outra pessoa da qual essa outra pessoa provavelmente se lembrará e não poderá deixar de enfatizar sem frustração.

Às vezes, os críticos usam a palavra figurativamente para indicar que o estilo e as preocupações do artista aparecem tão fortemente (e talvez tão ineptamente) em algumas obras quanto apareceriam em uma paródia. Tais obras podem resultar do hábito, da autoindulgência ou de um esforço para agradar o público fornecendo algo familiar. Um exemplo de Paul Johnson escrevendo sobre Ernest Hemingway:

Mesmo assim, alguns [dos escritos posteriores de Hemingway] foram publicados e considerados inferiores, até mesmo uma paródia de seus trabalhos anteriores. Houve uma ou duas exceções, notadamente O Velho e o Mar, embora também houvesse um elemento de autoparódia nisso.

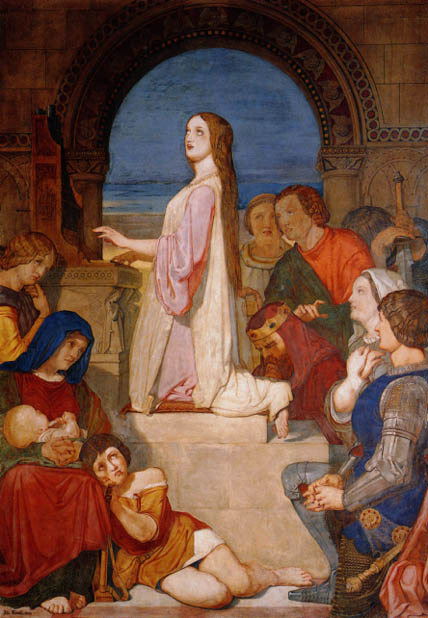
Afresco de Tenniel em "Canção para o Dia de Santa Cecília" de John Dryden, c. 1849

## Exemplos de autoparódia
Os itens a seguir são autoparódias deliberadas ou, pelo menos às vezes, são considerados assim.

### Literatura
- Em Mil e Uma Noites, a contadora de histórias fictícia Sheherezade às vezes conta contos populares com temas e enredos semelhantes que podem ser vistos como paródias uns dos outros. Por exemplo, "A aventura de Wardan, o açougueiro com a senhora e o urso" é paralelo a "A filha do rei e o macaco", " Harun al-Rashid e as duas escravas" tem uma relação semelhante a "Harun al-Rashid e os três Slave-Girls" - e "O anjo da morte com o rei orgulhoso e o homem devoto" tem duas paródias possíveis: "O anjo da morte e o rei rico" e "O anjo da morte e o rei dos filhos de Israel" .[4] Esta observação precisa ser temperada pelo nosso conhecimento da natureza dos contos populares e pela forma como esta coleção “cresceu”, em vez de ser compilada deliberadamente.
- " Tale of Sir Topas " de Chaucer em The Canterbury Tales mostra "Geoffrey Chaucer" como um tímido escritor de doggerel . Argumentou-se que o conto parodia, entre outros romances, os próprios Troilus e Criseyde de Chaucer.[5]
- "Nephelidia",[6] um poema de AC Swinburne .
- "Municipal", poema de Rudyard Kipling .[7]
- "L'Art" e "To Hulme (TE) e Fitzgerald (A Certain)",[8] poemas de Ezra Pound .[9]
- "Tarde de uma Vaca", conto de William Faulkner .[10]
- Edgar Allan Poe frequentemente discutia seu próprio trabalho, às vezes na forma de paródia, como em "Como escrever um artigo de Blackwood" e no conto que o segue, "A Predicament".
- Pale Fire é um romance de Vladimir Nabokov na forma de um comentário longo, pedante e egocêntrico sobre um poema muito mais curto. Pode parodiar seu comentário sobre a tradução de Eugene Onegin de Pushkin, em que o comentário era altamente detalhado e muito mais longo que o poema. Tanto o poeta quanto o comentarista foram chamados de autoparódias.[11]
- O conto " Primeira Lei " de Isaac Asimov é descrito pelo próprio Asimov como uma 'paródia' em The Complete Robot .

### Cinema e televisão
- Gekisou Sentai Carranger é a vigésima produção da longa metassérie e franquia de mídia Super Sentai da Toei, e foi escrita como uma paródia de sua própria franquia.
- Encantada é um filme da Disney que é ao mesmo tempo uma homenagem e uma autoparódia de filmes de animação anteriores da Disney com princesas .[12]
- Arnold Schwarzenegger como Jack Slater no filme Last Action Hero . Slater usa muitas das caracterizações de estrelas de ação de Schwarzenegger, incluindo dizer frases curtas. Schwarzenegger até apareceu como ele mesmo na estreia do filme Slater na tela.[13][14][15]
- Bruce Campbell se retrata como um ator de filme B que é chamado para lutar contra um espírito que se revela real em My Name is Bruce .[16]
- Chris Kattan se retrata como um ator que reinventa sua carreira em Bollywood Hero .[17]
- James Van Der Beek se retrata como amigo do personagem-título na sitcom Don't Trust the B ---- in Apartment 23 .[18]
- Larry David interpreta uma versão ficcional e exagerada de si mesmo na série de televisão Curb Your Enthusiasm .[19]
- Maria Bamford se retrata na sitcom da Netflix , Lady Dynamite .[20]
- Matt LeBlanc interpreta uma versão satírica de si mesmo em Episodes .[21]
- Mike Tyson dá voz e se faz passar por um ex-boxeador que se torna detetive no desenho animado adulto Mike Tyson Mysteries .[22]
- Neil Patrick Harris na série Harold &amp; Kumar, onde interpreta "uma versão extrema de si mesmo que gosta de drogas, prostitutas e álcool, etc."[18][23]
- Nicolas Cage se retrata no filme O Peso Insustentável do Talento Enorme[24][25]
- Richard Dawson como Damon Killian no filme The Running Man . Dawson parodia sua personalidade de Family Feud como apresentador de game show do filme.[26]
- Rob Schneider se retrata na sitcom de produção própria , Real Rob, que também estrela sua esposa e filho na vida real.[27]
- Samuel L. Jackson como Agente Neville Flynn em Cobras a Bordo .[28][29]
- Os filmes posteriores de James Bond, especificamente aqueles com Roger Moore e Pierce Brosnan no papel-título, foram chamados de autoparódias.[30]

### Jogos eletrônicos
- Nos jogos Luigi's Mansion da Nintendo, o personagem Professor E. Gadd presenteia Luigi com um dispositivo de comunicação concebido como uma paródia de um console portátil da Nintendo, como tal o " Game Boy Horror " no título original, o " Duel Scream " em Luigi's Mansion. Mansion: Dark Moon, e o " Virtual Boo " em Luigi's Mansion 3 .[31]
- Os jogos Parodius da Konami parodiam seus próprios jogos Gradius, bem como vários outros jogos que eles criaram. Jogos similares de outras empresas que parodiam seus próprios jogos incluem Star Parodier da Hudson Soft e Space Invaders '95 da Taito .